# Micrurus putumayensis
Micrurus putumayensis (путумайський кораловий аспід) — вид отруйних змій родини аспідових (Elapidae). Мешкає в Південній Америці.

## Поширення і екологія
Путумайські коралові аспіди мешкають на північному заході Амазонії, зокрема на південному сході Колумбії, на північному сході Перу та на північному заході Бразилії. Вони живуть у вологих тропічних лісах та в заболочених лісах, на висоті від 60 до 120 м над рівнем моря.